# Saint-Symphorien-d’Ozon
Saint-Symphorien-d’Ozon ist eine französische Gemeinde mit 6.076 Einwohnern (Stand: 1. Januar 2022) im Département Rhône in der Region Auvergne-Rhône-Alpes. Saint-Symphorien-d’Ozon gehört administrativ zum Arrondissement Lyon und ist der Hauptort (chef-lieu) des Kantons Saint-Symphorien-d’Ozon.

## Geographie
Saint-Symphorien-d’Ozon liegt etwa zwölf Kilometer südlich von Lyon. Das Gemeindegebiet wird vom namengebenden Fluss Ozon durchquert.

### Nachbargemeinden
Umgeben wird Saint-Symphorien-d’Ozon von den Nachbargemeinden Feyzin im Norden, Corbas im Nordosten, Marennes im Osten, Simandres im Südosten, Communay im Südwesten, Sérézin-du-Rhône im Westen und Solaize im Nordwesten.

## Geschichte
Während der Französischen Revolution hieß der Ort lediglich Ozon.
| Jahr                       | 1962 | 1968 | 1975 | 1982 | 1990 | 1999 | 2006 | 2011 |
| -------------------------- | ---- | ---- | ---- | ---- | ---- | ---- | ---- | ---- |
| Einwohner                  | 2447 | 3028 | 3537 | 4850 | 5167 | 5063 | 5198 | 5375 |
| Quellen: Cassini und INSEE |      |      |      |      |      |      |      |      |

## Gemeindepartnerschaften
Saint-Symphorien-d’Ozon unterhält mit folgenden Gemeinden eine Partnerschaft:
- Gundelsheim, Bayern, Deutschland
- Burago di Molgora, Provinz Monza und Brianza (Lombardei), Italien

## Sehenswürdigkeiten
- Kirche Saint-Symphorien seit 2001 Monument historique
- Altes Rathaus (Hotel de Melat), seit 1990 Monument historique

|  |

## Persönlichkeiten
- Stéphane Simian (* 1967), Tennisspieler